# Wirdnam-Gletscher
Der Wirdnam-Gletscher ist ein Gletscher im ostantarktischen Viktorialand. Von den westlichen Hängen der Royal Society Range fließt er zwischen Mount Moxley und Mount Lisicky in westlicher Richtung zum Skelton-Gletscher. 
Der United States Geological Survey kartierte ihn anhand eigener Vermessungen und Luftaufnahmen der United States Navy. Das Advisory Committee on Antarctic Names benannte ihn 1963 nach Staffelführer Kenneth A. C. Wirdnam (* 1928) von der Royal Air Force, beobachtender Pilot auf der McMurdo-Station im Jahr 1960, der dabei auch Einsätze für die Flugstaffel VX-6 der United States Navy flog.